# Nádasszentmihály
Nádasszentmihály (vagy Nádasszentmihálytelke, románul: Mihăieşti) település Romániában, Kolozs megyében.

## Fekvése
Kolozsvártól 30 km-re északnyugatra, Magyarszentpál, Nádasberend és Pusztatopa közt fekvő település.

## Története
1283-ban Zent Mihalytelke néven említik először a források.
A középkorban római-katolikus lakossága volt, akik magyar nemzetiségűek voltak, erre utal egy 1341-ből fennmaradt oklevélben az Egyházbérce helynév. 1343-ban egy János nevű gyulafehérvári főesperes végrendeletében az erdélyi püspökre hagyta a falut, mert indoklása szerint "sok jóban" részesült a püspöknek köszönhetően.
A középkori katolikus lakosság nem sokkal később azonban elpusztult, mert 1426-ban már román jobbágyok lakták a falut.
A trianoni békeszerződésig Kolozs vármegye Nádasmenti járásához tartozott.

## Lakossága
1910-ben 543 lakosa volt, ebből 489 román, 33 magyar, 16 cigány és 5 német nemzetiségűnek vallotta magát.
2002-ben 318 lakosából 286 román, 27 cigány és 5 magyar volt.